# Mason City (Iowa)
Pour les articles homonymes, voir Mason.
La ville de Mason City est le siège du comté de Cerro Gordo, dans l’État de l’Iowa, aux États-Unis. Sa population s’élevait à 28 079 habitants lors du recensement de 2010, estimée à 27 430 habitants en 2016.
La ville possède de nombreux bâtiments construits selon les principes de la Prairie School.
L'interstate 35 passe à 10 km à l'ouest de la ville.

## Personnalités liées à la ville
- Buddy Holly, chanteur, guitariste et compositeur, est mort à Mason City.
- Meredith Willson, compositeur, est né à Mason City.
- Jodi Huisentruit, présentatrice de télévision, disparue à Mason City en 1995.
- Ralph Senensky, réalisateur et scénariste, est né à Mason City.

## Source
- (en) Cet article est partiellement ou en totalité issu de l’article de Wikipédia en anglais intitulé « Mason City, Iowa » (voir la liste des auteurs).